# Adult contemporary music
Сучасна музика для дорослих (англ. Adult contemporary music; скорочена версія — AC) — північноамериканський термін, який використовується для опису форми популярної музики для радіомовлення, починаючи від вокальної музики 1960-х років та софт-року 1970-х років до переважно важких рок-балад сучасності, з різним ступенем впливу легкої музики, соулу, ритм-енд-блюзу і року. Adult contemporary є скоріше продовженням легкої музики та софт-року, які стали популярними у 1960-х і 1970-х роках, з деякими коригуваннями, що відображають еволюцію поп-рок-музики.

Adult contemporary зазвичай має пишні, заспокійливі та високо відполіровані якості, де акцент робиться на мелодію та гармонію. Вона зазвичай досить мелодійна, щоб привернути увагу слухача, і водночас проста і приємна, щоб гарно працювати у фоновому режимі. Як і більшість поп-музики, сучасна музика для дорослих, як правило, написана у базовому форматі, використовуючи куплетну форму. Формату властиві романтичні сентиментальні балади. Вони часто записуються з використанням акустичних інструментів (хоча звичайно використовується бас-гітара), таких як гітари, фортепіано, саксофони, а іноді і оркестрова композиція. Електричні гітари, як правило, слабкі та високогнуті. Однак останнім часом Adult contemporary може використовувати синтезатори (та іншу електроніку, таку як драм-машини).

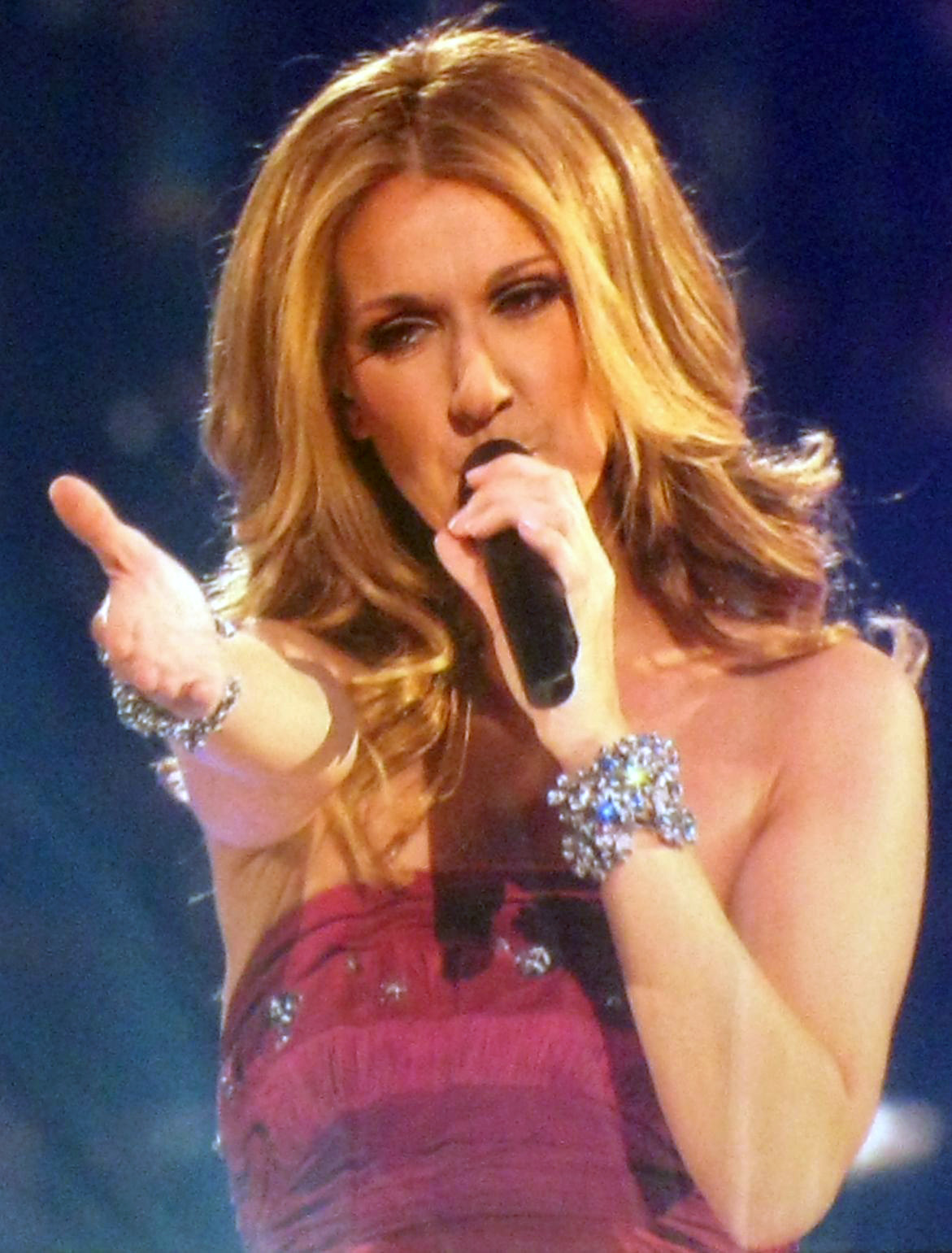
AC співачка Селін Діон є однією з найбільших світових зірок у історії музики із більше 220 мільйонами проданих альбомів по всьому світу.

Радіостанції, які використовують формат Adult contemporary можуть відтворювати основну музику, але вона не включає хіп-хоп, танцювальні композиції, хард-рок та деякі форми тін-попу, оскільки вони менш популярні серед дорослих, цільової демографічної групи. Радіомовники часто націлені на вікову групу 25-44 років, демографічну групу, яка отримала найбільшу увагу рекламодавців з 1960-х років. Звичайна практика останніх років серед дорослих сучасних станцій полягає в тому, щоб грати менш нову музику та більше хіти минулого. Цей деакцент на нових піснях уповільнює прогрес Adult contemporary.
Протягом багатьох років АС створила піджанри, в тому числі «hot AC», «soft AC» (також відомий як «lite AC»), «urban AC», «rhythmic AC» і «Christian AC» (більш м'який тип сучасної християнської музики). Деякі станції відтворюють лише «hot AC» і «soft AC» або лише один з різноманітних підвидів. Тому зазвичай Adult contemporary не вважається конкретним жанром музики; це всього лише збірка вибраних композицій від музикантів різних жанрів.

## Історія

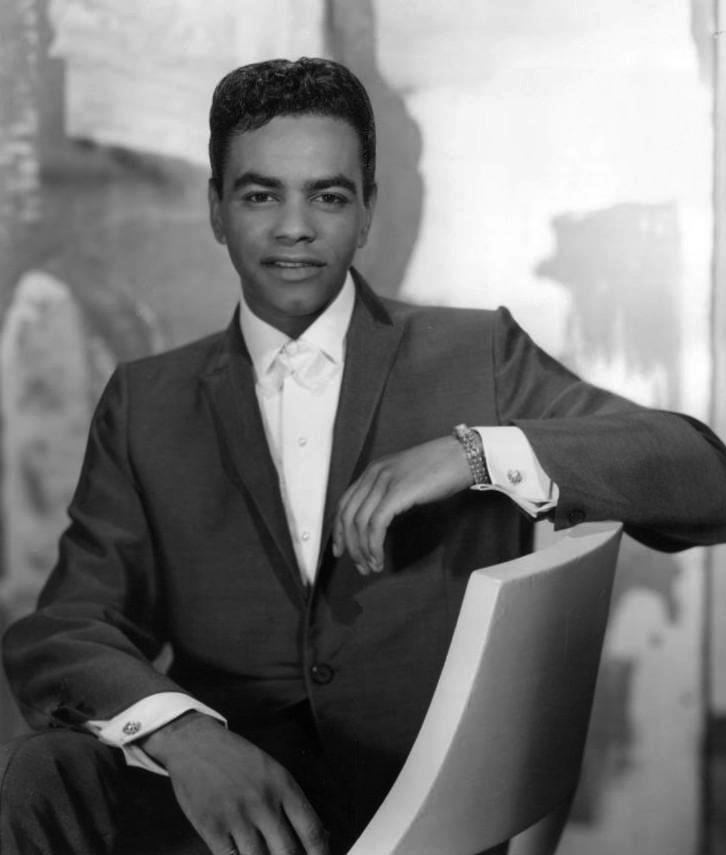
Джонні Метіс, співак, який зосереджений на романтичних читаннях джазових та естрадних стандартів AC 1960-х і 1970-х років

### 1960-ті: Початки, легка музика, софт-рок
AC походить від 1960-х років, коли був популярний жанр легка музика, який був сумішшю на 70-80 % інструменталу та на 20-30 % вокалу. Спочатку вокалісти складалися з таких виконавців, як Френк Сінатра, Доріс Дей, Джонні Метіс, Конні Френсіс, Нет Кінг Коул, Перрі Комо та інших. Індивідуальні записи, як правило, були інструментальними версіями поточних або останніх рок-н-рол або поп-хітових пісень.
Після 1965 року відмінності між Billboard Hot 100 chart та Easy Listening chart стали більш вираженими. Склад чартів різко змінився. Оскільки рок-музика продовжувала жорсткішати, стало набагато менше кросоверу між Hot 100 і Easy Listening, ніж це було в першій половині 1960-х років. Роджер Міллер, Барбара Стрейзанд та Боббі Вінтон були одними з найпопулярніших виконавців тих часів.
Одним з найважливіших поштовхів для розробки AC було те, що рок-н-рольна музика вперше стала популярною в середині 1950-х років, і багато консервативних радіостанцій хотіли продовжувати транслювати поточні хітові пісні, ухиляючись від року. Також ці радіостанції часто програвали більш старі композиції, типу біг-бенд та пісні дорокових часів, щоб привернути увагу слухачів, які виросли на цій музиці.
Іншим великим імпульсом для еволюції радіостанцій стала зростаюча популярність станцій прослуховування «легких» або «красивих» композицій, спеціально розроблених для суто фонової музики. Оскільки, переважно легка музика була інструментальною, створеною невідомими виконавцями, яка рідко інтенсивно продавалась на носіях (переважно співаки, хоча «красиві» альбоми Джекі Глісона гарно продавались у 1950-х), AC була спробою зробити подібний «лайт» формат, вибираючи окремі треки популярних виконавців.

### 1970-ті: Форми софт-року, як радіо формат

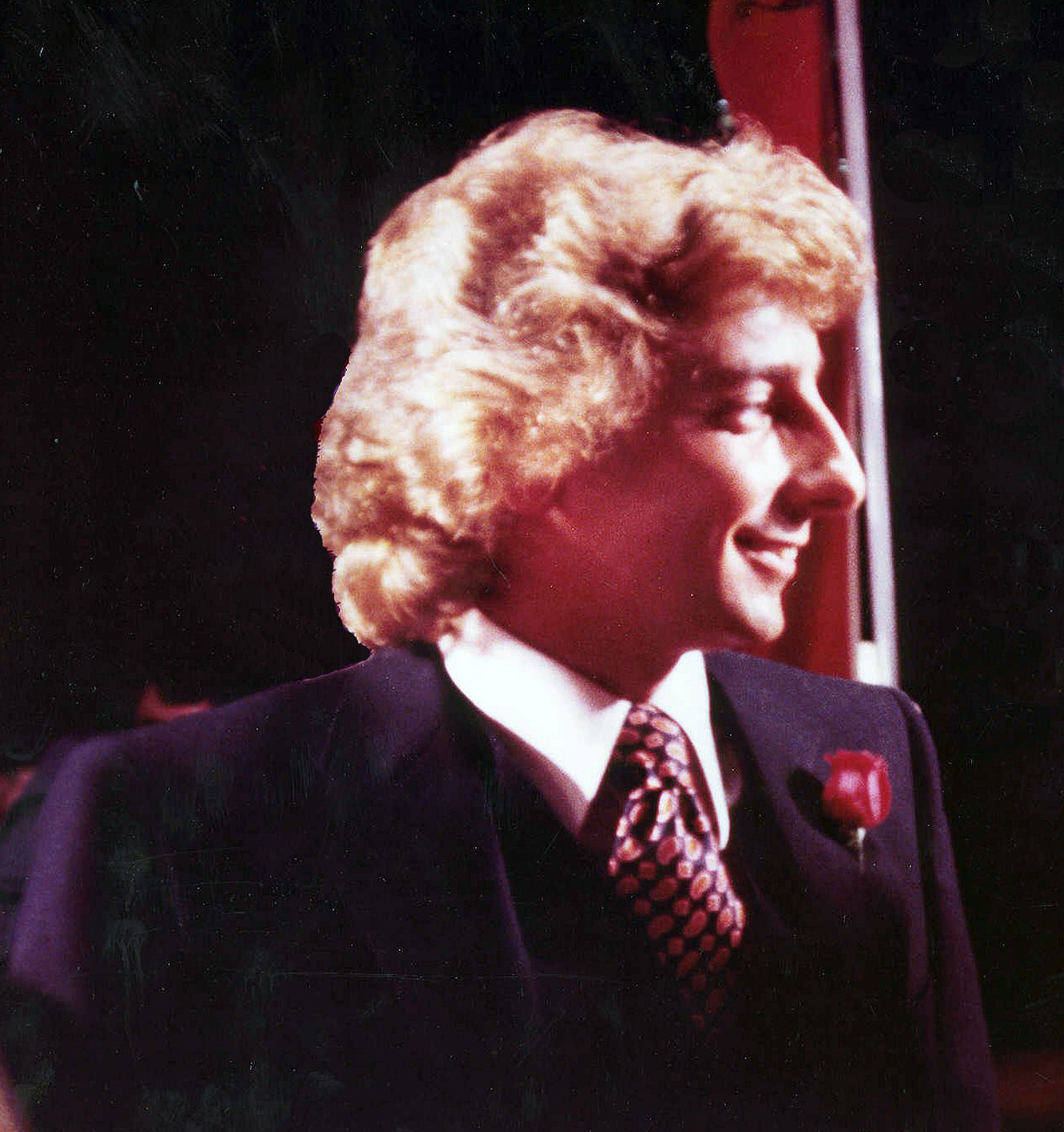
З точки зору рекордних продажів і тривалості життя, Баррі Манілов — один з найуспішніших дорослих сучасних виконавців, який колись був одним із найпопулярнішим у 1970-х.

Хард-рок був визначений основним жанром у 1965 році. З кінця 1960-х років рок-музику почали ділити на «м'яку» (софт-рок) і «важку» (хард-рок), обидва формати стали основними на радіостанціях США. Софт-рок зазвичай походив із фольк-року із використанням акустичних інструментів та приділяючи більше уваги мелодії та гармонії. Основними виконавцями були Барбра Стрейзанд, Керол Кінг, Кет Стівенс, Джеймс Тейлор та гурт Bread.
Billboard Hot 100 та Easy Listening чарти стали більш схожими з кінця 1960-х років і до початку та середини 1970-х, коли текстура Top 40 почала пом'якшуватись. AC почав розвиватись у звуці, який пізніше визначив його, з рок-орієнтованими діячами, такими як гурт Chicago, Eagles та Елтон Джон.
Софт-рок досяг свого комерційного піку у середині 1970-х років, з такими виконавцями, як Toto, England Dan & John Ford Coley, Air Supply, Seals and Crofts, Dan Fogelberg, America та з оновленим Fleetwood Mac, чий альбом Rumours став найуспішнішим у плані продажів протягом цього десятиліття. 1977 року деякі радіостанції, зокрема WTFM у Нью-Йорку та WYNY, що належать NBC, перейшли на формат з абсолютно м'яким роком. До 1980-х років смаки змінилися, а радіо формати відображали цю зміну, включаючи музичних виконавців, таких як Journey. Вальтер Сабо та його команда в NBC принесли основні особистості від AM Band в FM Band, взявши формат з фону на передній план прослуховування. Додавання радіозірок, таких як Dan Daniel, Steve O'Brien, Dick Summers, Don Bleu та Tom Parker дозволили повністю монетизувати формат та забезпечити основу фінансового успіху, який діє і по сьогодніщній день.
Радіостанції програвали 40 найкращих хітів незалежно від жанру; хоча більшість із них були в одному жанрі до середини 1970-х років, коли різні форми популярної музики почали орієнтуватися на різні демографічні групи, такі як диско або хард-рок. Це перетворилося на спеціалізовані радіостанції, які грали певні жанри музики, і загалом йшли за еволюцією виконавців у цих жанрах.
До початку 70-х років пісні гуртів The Carpenters, Енн Мюрей, Джон Денвер, Баррі Манілов та навіть Streisand почали грати частіше на радіо у «Top 40», а інші додавали до суміші на багатьох станціях AC. Крім того, деякі з цих станцій навіть грали м'які пісні Елвіса Преслі, Лінди Ронштадт, Елтона Джона, Рода Стюарта, Біллі Джоела та інших рок-виконавців.
Значна частина музики, записаної такими співаками як Діана Росс, Джеймс Тейлор, Карлі Саймон, Керол Кінг та Дженіс Ієн отримали стільки ж популярності, пісні яких транслювали на 40 найпопулярніших станціях. Easy Listening також включало пісні виконавців, які писали в інших жанрах, таких як рок-н-рол або R&B. Крім того, кілька ранніх пісень диско добре закріпились у Adult contemporary.

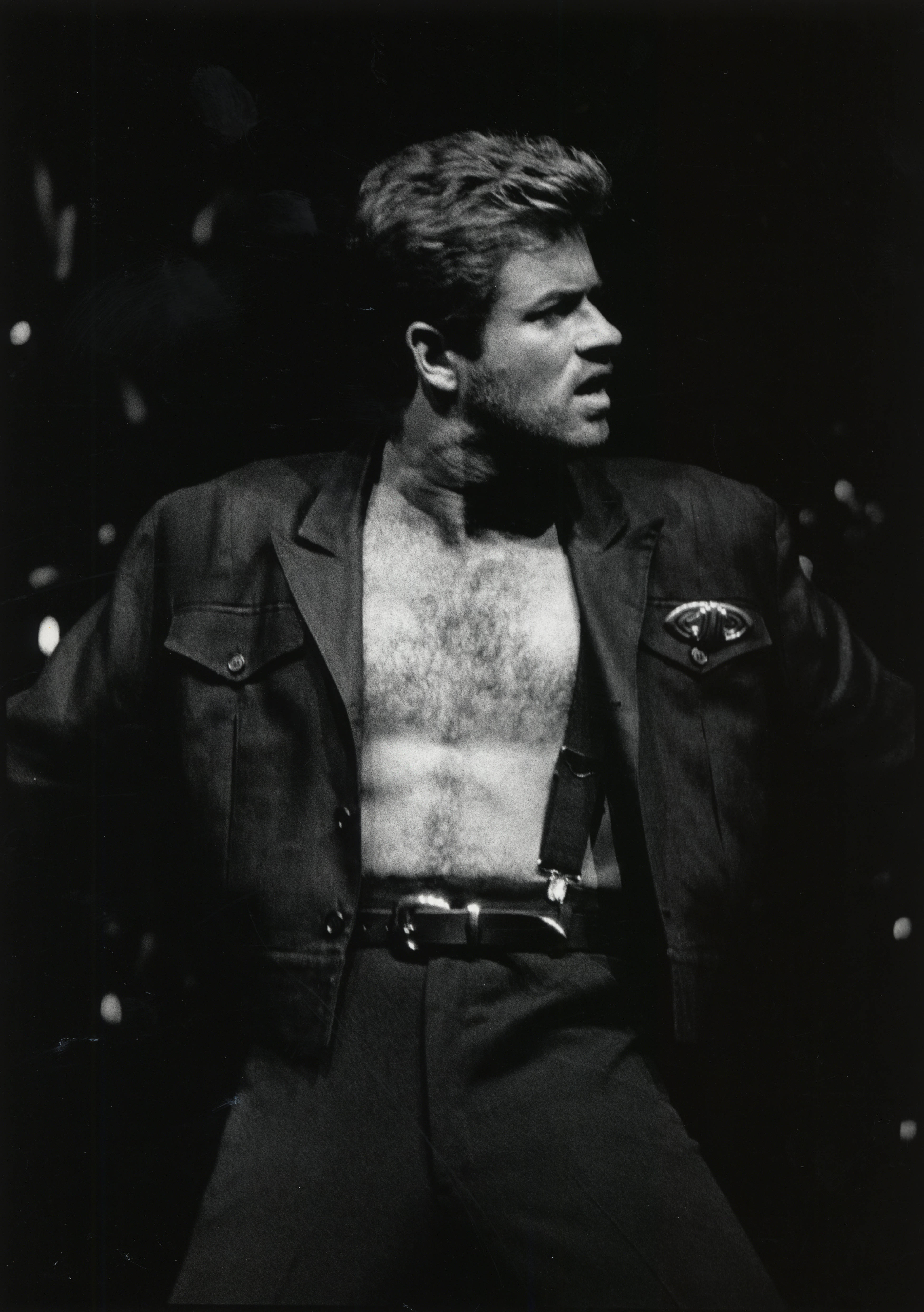
«Careless Whisper» утримувався на 1 місці у чарті AC протягом 18 тижнів. Ця пісня була першим сольним синглом Джорджа Майкла.

### 1980-ті: Успіх AC на радіостанціях
7 квітня 1979 року чарт Easy Listening офіційно став називатися Adult contemporary, і ці два слова залишаються послідовними від імені цього чарту. Сучасна музика для дорослих стала одним з найпопулярніших радіоформатів 1980-х років. Зростання популярності АС стало природним результатом покоління, яке вперше прослухало більш «спеціалізовану» музику середини кінця 1970-х років, що старіє, і не зацікавлена в жанрах хеві-метл, реп та хіп-хоп.
AC розвивався в аналогічній формі протягом багатьох років; традиційним виконавцям Adult contemporary Барбрі Стрейзанд, the Carpenters, Діонну Ворвіку, Баррі Манілову, Джону Денверу та Олівії Ньютон-Джон набагато важче вдавалось отримати позиції у Top 40, як це було до 1980-х років внаслідок впливу MTV, співаків, які були основними у форматі Contemporary Hit Radio, такі як Річард Маркс, Майкл Джексон, Бонні Тайлер, Джордж Майкл, Філ Коллінз і Лора Браніган, а згодом почали переходити у AC.
Кількість кросоверів між чартами AC та Hot 100 змінювалася залежно від того, скільки поточних популярних музичних тенденцій прослуховується дорослою аудиторією. Небагато пісень диско та нової хвилі особливо успішно використовувались у чарті AC наприкінці 1970-х і на початку 1980-х років, і більша частина хіп-хопу та більш складної рок-музики, представлені в форматах CHR пізніше в цьому десятилітті, були неприйнятними на радіостанції AC.
Незважаючи на танцювальний характер, 80-ті роки, коли домінували електронний поп та баладо-орієнтований рок, софт-рок все-таки мав успіх завдяки таким співакам як Шина Істон, Емі Грант, Лайонел Річі, Крістофер Кросс, Дан Хілл, Лео Сеєр, Біллі Оушен, Хуліо Іглесіас, Берті Хіггінс та Томмі Пейдж.

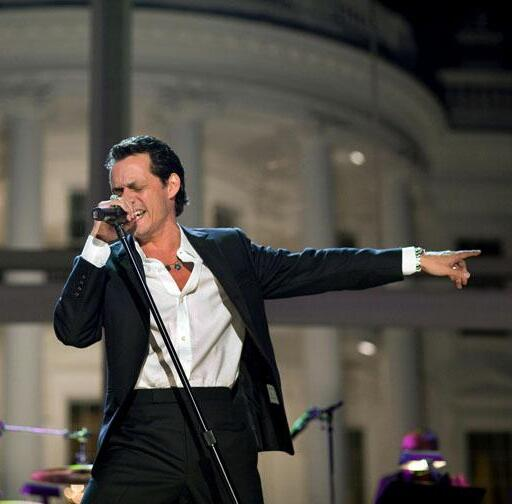
Марк Ентоні, популярний американський співак стилю «сальса»

### 1990-ті: Піджанрові утворення, кроссовери на радіостанціях
Початок 1990-х років відзначився для Adult contemporary пом'якшенням урбаністичного R&B, в той же час з'явився альтернативний рок, а традиційна поп-музика отримала значне відродження. Це частково призвело до розширення ринку, що дозволило не лише задовольнити потреби на ринкових нішах, а й записувати AC-сингли. У той же час, AC формат почав схилятися в бік молодшої аудиторії. У результаті більшість радіостанцій (і сам жанр) почали приймати елементи з хард-року, а «м'які» функції, такі як легка інструментальна музика, були зменшені.
У 1990-х роках основні поп та R&B співаки перейшли до формату Adult contemporary: All-4-One, Boyz II Men, Роб Томас, Крістіна Агілера, Backstreet Boys та Savage Garden. Латиноамериканські поп-співаки, такі як Лінда Томас, Рікі Мартін, Марк Ентоні, Селена Кінтанілья-Перес, Енріке Іглесіас і Луїс Міґель також приєднались до AC.
На додачу до Селін Діон, яка мала значний успіх у цьому чарті, у 1990-х роках до AC приэднались Мерая Кері, Філ Коллінз, Майкл Болтон, Вітні Г'юстон і Шанайя Твейн. У цей час до чарту прорвались такі співачки, як Сара Маклахлан, Наталі Мерчант, Джуел, Меліса Етерідж та Шеріл Кроу.
У 1996 році Billboard створив новий чарт Adult Top 40, який відображає ситуацію на радіостанціях між чартом Adult contemporary та поп-музикою.
Інший формат, ритмічний AC, який на додаток до відтворення всієї популярної музики, наголошує на диско, а також на танцювальних хітах 1980-х та 1990-х років, такі як Amber, C&C Music Factory та Black Box, і включає в себе танцювальні ремікси поп-пісень, такі як Mix Reconstitution Soul Тоні Брекстон «Unbreak My Heart».
У перші роки свого існування smooth jazz вважався формою AC, хоча він більш відноситься до м'якої AC музики. Протягом багатьох років Джордж Бенсон, Кенні Джі і Дейв Коз мали перехресні хіти, які програвались на джазових і «м'яких» станціях АС.

### 2000-ні— по сьогодні

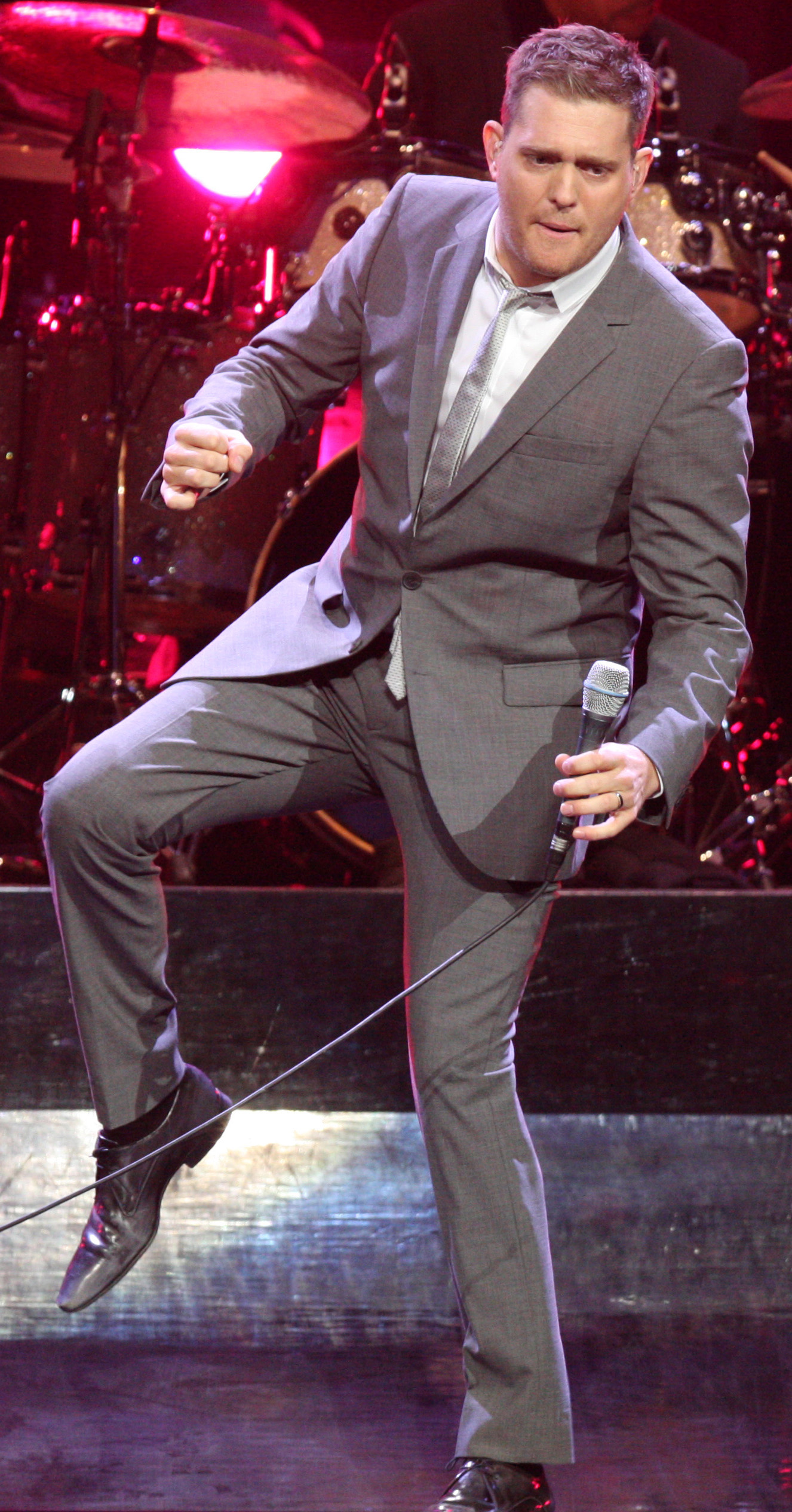
Ряд синглів і альбомів Майкла Бубле утримували перші позиції в чартах AC у 2000-х та 2010-х роках.

У 2000-них роках формат радіомовлення Adult contemporary продовжив залучати найпопулярніші пісні з усього світу.
Попри те, що більшість співаків розпочинали діяльність в інших форматах, перш ніж перейти до AC, Майкл Бубле та Джош Ґробан розпочали свою діяльність саме у напрямі Adult contemporary. Протягом цього десятиліття завдяки баладному важкому звуку вдалося досягти успіху таким виконавцям, як Нік Лачі, Джеймс Блант, Джон Меєр, Бруно Марс, Джейсон Мраз, Келлі Кларксон, Адель, Клей Айкен та Сьюзен Бойл. Багато виконавців, які належали до hot AC та сучасні рок-артисти перейшли до AC, наприклад гурт Coldplay. Цього десятиліття музика м'якого AC перетинається з кантрі. Музиканти жанру кантрі, такі як Фейт Хілл, Шанайя Твейн, Ліенн Раймс та Керрі Андервуд, мали успіх в обох чартах.
Починаючи з середини 2000-х років, інтеграція груп Wilco та Feist, підштовхнула інді-рок до включення в Adult contemporary. На початку 2010-х музиканти жанру інді-рок, такі як Imagine Dragons, Mumford & Sons, Of Monsters and Men, Lumineers та Ед Ширан також мали інді-пісні, які перейшли до AC.

## Формати AC
- Soft adult contemporary («м'яка» сучасна музика для дорослих)
- Hot adult contemporary («гаряча» сучасна музика для дорослих)
- Modern adult contemporary (модернова сучасна музика для дорослих)
- Urban and rhythmic adult contemporary (урбаністична та ритмічна сучасна музика для дорослих)
- Adult contemporary R&B (Сучасна музика для дорослих жанру R&B)
- Smooth adult contemporary («м'яка джазова» сучасна музика для дорослих)
- Contemporary Christian music (сучасна християнська музика)